# 고이코 슈샤크
고이코 슈샤크(크로아티아어: Gojko Šušak, 크로아티아어 발음: [gȏːjko ʃûʃak], 1945년 3월 16일~1998년 5월 3일)는 크로아티아의 정치인이다. 크로아티아 독립 전쟁 기간 당시 크로아티아 국방부 장관을 지냈다.
1969년 캐나다로 건너가 그 곳에서 요식업, 건설업에 종사하여 크로아티아계 이민자 사회에 두각을 드러냈다. 1980년대에 크로아티아 독립운동가인 프라뇨 투지만과 친분을 쌓고 크로아티아 민주연합에 가입했다. 이후 1990년에 귀국했으며 투지만이 크로아티아 초대 대통령에 오르자 그 밑에서 초대 이민부 장관을 지냈다. 1991년에 발발한 크로아티아 독립 전쟁 당시에는 국방부 장관이 되어 독립 전쟁의 승리에 기여했다. 그는 1998년에 위암으로 사망할 때까지 국방부 장관을 지냈으며 역대 크로아티아 국방부 장관 중 가장 오랜 기간 동안 재임했다. 